# Bulgarie aux Jeux olympiques d'hiver de 2006
Cet article contient des informations sur la participation et les résultats de la Bulgarie aux Jeux olympiques d'hiver de 2006 à Turin en Italie. Elle était représentée par 22 athlètes.

## Médailles
|          | Médaille d'or | Médaille d'argent | Médaille de bronze | Total |
| -------- | ------------- | ----------------- | ------------------ | ----- |
| Bulgarie | 0             | 1                 | 0                  | 1     |

- Liste des vainqueurs d'une médaille (par ordre chronologique)
  - Evgenia Radanova  en short-track 500m F Résultats

## Épreuves

### Biathlon
- Ekaterina Dafovska
- Pavlina Filipova
- Nina Kadeva
- Irina Nikoultchina
- Radka Popova
- Vitaliy Rudenchyk

### Luge
- Peter Iliev

### Patinage artistique
- Naiden Boritchev
- Albena Denkova
- Ivan Dinev
- Rumiana Spassova
- Maxim Staviski
- Stanimir Todorov

### Saut à ski
- Petar Fartunov
- Georgi Zharkov

### Short-track
- Evgenia Radanova

### Ski alpin
- Stefan Georgiev
- Maria Kirkova
- Mihail Sediankov
- Dean Todorov

### Ski de fond
- Ivan Bariakov

### Snowboard
- Alexandra Jekova